# María Bru
María Bru Aguirre (n. Valencia; 1 de septiembre de 1885-f. Madrid; 8 de abril de 1966) fue una actriz española.

## Biografía
Nació en Valencia, siendo hija del director del Hospital Provincial, Enrique Bru y de Ana Aguirre Matiol. Se inicia profesionalmente en Madrid, trabajando sucesivamente en el Teatro de la Comedia y en el Teatro Español, hasta recalar, en la década de 1920 en la compañía de Margarita Xirgú. Su trayectoria artística estuvo fundamentalmente vinculada a los escenarios y se dedicó, especialmente, al género de la comedia (así, estrenó por ejemplo El señor Badanas, de Carlos Arniches y Angelina o el honor de un brigadier, de Jardiel Poncela), aunque también representó dramas, algunos de ellos de Jacinto Benavente. Entre las piezas en las que intervino, pueden mencionarse Todo para ti, La noche del sábado, Rosas de otoño, El mal que nos hacen o Un buen rato en el music-hall.
Debutó en el cine en 1931 con la película La pura verdad, de Florián Rey y se mantuvo especialmente activa en la gran pantalla en la década de 1940, destacando títulos como Morena Clara (1936), con Imperio Argentina, Doce lunas de miel (1944), de Ladislao Vajda, La vida en un hilo (1945) de Edgar Neville, y El Sótano (1949) de Jaime de Mayora.
Estuvo casada con el actor Pedro González.